# Сокоде
Сокодé е вторият най-голям град в Того, седалище на префектура Чаоуджо и Централния регион в централната част на страната, на 339 км северно от Ломé. Населението на града през 2015 г. е около 189 000 души, като е нарастнало с близо 100 000 за 10 години (86 500 души през 2004 г.).
Сокоде е разположен между реките Мо и Моно и е търговският център на съседните земеделски райони.